# Sophie Ogilvie
Sophie Ogilvie (Stirling, 8 de agosto de 1999) es una deportista británica que compite en piragüismo en la modalidad de eslalon.
Ganó una medalla de bronce en el Campeonato Mundial de Piragüismo en Eslalon de 2022 y dos medallas en el Campeonato Europeo de Piragüismo en Eslalon, oro en 2019 y plata en 2021.
En los Juegos Europeos de Cracovia 2023 consiguió una medalla de plata en la prueba de C1 por equipos.

## Palmarés internacional
| Campeonato Mundial | Campeonato Mundial   | Campeonato Mundial | Campeonato Mundial |
| Año                | Lugar                | Medalla            | Competición        |
| ------------------ | -------------------- | ------------------ | ------------------ |
| 2022               | Augsburgo (Alemania) | Medalla de bronce  | C1 por equipos     |
| Juegos Europeos    |                      |                    |                    |
| Año                | Lugar                | Medalla            | Competición        |
| 2023               | Cracovia (Polonia)   | Medalla de plata   | C1 por equipos     |
| Campeonato Europeo |                      |                    |                    |
| Año                | Lugar                | Medalla            | Competición        |
| 2019               | Pau (Francia)        | Medalla de oro     | C1 por equipos     |
| 2021               | Ivrea (Italia)       | Medalla de plata   | C1 por equipos     |